# Distretto di Muang Sam Sip
Il distretto di Muang Sam Sip (in thailandese: ม่วงสามสิบ) è un distretto (amphoe) della Thailandia, situato nella provincia di Ubon Ratchathani.